# Byrrhodes
Byrrhodes là một chi bọ cánh cứng thuộc họ Ptinidae.

## Các loài
Có 14 loài được ghi nhận trong chi Byrrhodes:
- Byrrhodes facilis (Fall, 1905) i c g b
- Byrrhodes fallax (Fall, 1905) i c g
- Byrrhodes grandis White, 1973 i c g
- Byrrhodes granus (LeConte, 1878) i c g b
- Byrrhodes incomptus (LeConte, 1865) i c g b
- Byrrhodes intermedius (LeConte, 1878) i c g b
- Byrrhodes levisternus (Fall, 1905) i c g b
- Byrrhodes omnistrius Ford, 1998 i c g
- Byrrhodes ovatus White, 1981 i c g
- Byrrhodes setosus LeConte, 1878 i c g
- Byrrhodes tomokunii Sakai, 1996 g
- Byrrhodes tristiatus (LeConte, 1878) i c g
- Byrrhodes tristriatus b
- Byrrhodes ulkei (Fall, 1905) i c g

Data sources: i = ITIS, c = Catalogue of Life, g = GBIF, b = Bugguide.net